# 田中尚貴
田中 尚貴（たなか なおき、1979年12月6日 - ）は、日本の俳優。香川県出身。
身長178cm。血液型はA型。香川県立高松桜井高等学校卒業。

## 出演

### テレビドラマ
- ヤンキー母校に帰る（2003年11月、TBS） - 遠田公平 役
- こちら本池上署5（2005年7月、TBS）
- 富豪刑事DX（2006年5月、テレビ朝日）
- 土曜ワイド劇場 タクシードライバーの推理日誌（2006年12月、テレビ朝日） - 小杉文彦 役
- 硫黄島〜戦場の郵便配達〜（2006年12月、フジテレビ）

### バラエティ
- 双方向TV 地球ゴーラウンド（2005年4月 - 9月、NHK BShi） - 4代目アシスタント

### CM
- NTT DoCoMo北海道（2002年）
- プロミス（2005年）
- TOMY 「トミカ」（2005年）
- ZEPHARMA「ガスター10」（2006年）
- DAIHATSU「SONICA 交換篇」（2006年）
- KIRIN「明治復刻ビール」（2007年）

### 映画
- 親思う、（2006年） - 武藤圭介 役

### 舞台
- 半生(2003年、泰斗塾)
- 眠れぬ都会の羊たち(2005年、劇団ぬるま湯) - 船木さとし 役